# Euselates kudrnaorum
Euselates kudrnaorum är en skalbaggsart som beskrevs av Jakl och Krajcik 2008. Euselates kudrnaorum ingår i släktet Euselates och familjen Cetoniidae. Inga underarter finns listade i Catalogue of Life.